# Gmina Borkowice
Die Gmina Borkowice ist eine Landgemeinde im Powiat Przysuski der Woiwodschaft Masowien in Polen. Ihr Sitz ist das gleichnamige Dorf mit etwa 650 Einwohnern.

## Gliederung
Zur Landgemeinde Borkowice gehören folgende 16 Ortschaften mit einem Schulzenamt:
Bolęcin
Borkowice
Bryzgów
Kochanów
Ninków
Niska Jabłonica
Politów
Radestów
Rudno
Rusinów
Ruszkowice
Rzuców
Smagów
Wola Kuraszowa
Wymysłów
Zdonków